# شیطان زیر آفتاب
شیطان زیر آفتاب (به انگلیسی: Evil Under the Sun) رمانی جنایی اثر آگاتا کریستی است.
این کتاب که از مجموعه داستان‌های پوآرو می‌باشد در ژوئن ۱۹۴۱ در بریتانیا توسط انتشارات کولینز کرایم کلوب و در اکتبر همان سال در آمریکا توسط انتشارات داد، مید اند کمپانی به چاپ رسیده است.
قیمت کتاب در بریتانیا ۷ شلینگ و ۶ پنسی و در آمریکا ۲ دلار بوده‌است.

## خلاصه داستان
پوآرو به خاطر بهبود سلامتش به تعطیلات رفته و در هتلی شیک در جزیره‌ای در سواحل جنوبی دِوون اقامت می‌کند. او در آنجا به بررسی مهمانان رنگارنگ هتل مشغول می‌شود، مهمانانی که روزماری دارنلی، طراح مد مشهور و از آشنایان قدیمی پوآرو هم در میان آن‌ها است. با رسیدن کنت مارشال و همسر جوان و زیبایش، آرلنا استوارت، فضای هتل پرتنش می‌شود. آرلنا در ملاعام با یکی از مهمانان به نام پاتریک ردفرن لاس می‌زند و به نظر می‌رسد پاتریک ردفرن از اینکه حسادت همسرش را تا مرز جنون تحریک کند، لذت می‌برد.
وقتی جسد آرلنا در ساحل کشف می‌شود، پوآرو بازجویی از مهمانان هتل را آغاز می‌کند. چندین نفر از مهمانان به وضوح مایل به کشته شدن آرلنا بوده‌اند، از همسر آرام او کنت و دختر بداخلاقش گرفته تا کریستین ردفرن حسود و کشیشی دارای مشکلات روانی به نام استیون لین. پوآرو با کمک سربازرس جپ، کاپیتان هیستینگز و خانم لمون، به تدریج، مکان حضور تک‌تک مظنونین را در زمان وقوع قتل کشف می‌کند. در این داستان، پوآرو با نگاه تیزبین خود و با دانش عمیقی که از ذات انسانی دارد، از یکی از پیچیده‌ترین پرونده‌های دوران فعالیت حرفه‌ای خود رمزگشایی می‌کند.

## اقتباس‌های نمایشی، سینمایی، رادیویی و تلویزیونی

### پوآرو (مجموعهٔ تلویزیونی)
از این رمان در سال ۲۰۰۱ برای مجموعه پوآرو با بازی دیوید سوشی اقتباس شد. تغییراتی در اقتباس به وجود آمد. دختر مارشال، لیندا تبدیل به پسری به نام لیونل شد.
این قسمت تصویرگر آخرین حضور سربازرس جپ و خانم لمون برای ده سال ، تا زمان حضور نهایی شان در چهار قدرت بزرگ بود .